# Юнацька збірна Англії з футболу (U-17)
Юнацька збірна Англії з футболу (U-17) (англ. England national under-17 football team) — національна футбольна збірна Англії, що складається із гравців віком до 17 років. Керівництво командою здійснює Футбольна асоціація. До зміни формату юнацьких чемпіонатів Європи у 2001 році функціонувала як збірна до 16 років.
Головним континентальним турніром для команди є Юнацький чемпіонат Європи з футболу (U-17), успішний виступ на якому дозволяє отримати путівку на Чемпіонат світу (U-17). Також може брати участь у товариських і регіональних змаганнях.

## Юнацький чемпіонат Європи (U-17)
| Рік    | Раунд                    | І  | В  | Н  | П  | Г+  | Г- |
| ------ | ------------------------ | -- | -- | -- | -- | --- | -- |
| 2002   | третє місце              | 6  | 4  | 1  | 1  | 10  | 6  |
| 2003   | четверте місце           | 5  | 1  | 3  | 1  | 6   | 6  |
| 2004   | четверте місце           | 5  | 3  | 1  | 1  | 11  | 7  |
| 2005   | груповий етап            | 3  | 1  | 0  | 2  | 6   | 3  |
| 2006   | другий відбірковий раунд | -  | -  | -  | -  | -   | -  |
| 2007   | віце-чемпіон             | 5  | 3  | 1  | 1  | 8   | 4  |
| 2008   | другий відбірковий раунд | -  | -  | -  | -  | -   | -  |
| 2009   | груповий етап            | 3  | 0  | 1  | 2  | 1   | 6  |
| 2010   | переможець               | 5  | 5  | 0  | 0  | 10  | 4  |
| 2011   | півфінали                | 4  | 1  | 1  | 2  | 5   | 5  |
| 2012   | другий відбірковий раунд | -  | -  | -  | -  | -   | -  |
| 2013   | другий відбірковий раунд | -  | -  | -  | -  | -   | -  |
| 2014   | переможець               | 5  | 4  | 0  | 1  | 10  | 4  |
| 2015   | чвертьфінали             | 4  | 2  | 1  | 1  | 3   | 2  |
| 2016   | чвертьфінали             | 4  | 2  | 0  | 2  | 6   | 4  |
| 2017   | віце-чемпіон             | 6  | 5  | 0  | 1  | 15  | 4  |
| 2018   | півфінали                | 5  | 3  | 0  | 2  | 6   | 3  |
| 2019   | груповий етап            | 3  | 1  | 1  | 1  | 6   | 7  |
| 2020   | -                        | -  | -  | -  | -  | -   | -  |
| Усього | 14/18                    | 63 | 35 | 10 | 18 | 102 | 65 |

| Рік  | Кращий гравець турніру |
| 2002 | Вейн Руні              |
| 2010 | Коннор Вікем           |
| ---- | ---------------------- |

## Досягнення
- Чемпіони юнацького чемпіонату Європи до 17 років (2): 2010, 2014
- Переможці турніру Алгарве (2): 2007/08, 2009/10
- Переможці турніру Нордік (2): 2009/10, 2010/11
- Переможці міжнародного турніру Футбольної асоціації (2): 2010/11, 2011/12